# SN 2003ez
SN 2003ez – supernowa typu Ia odkryta 3 czerwca 2003 roku w galaktyce PGC0042782. W momencie odkrycia miała maksymalną jasność 17,50m.